# Johann Carl Schönheit

Stehende nackte Göttin mit dem Kopf im Profil, mit ihrer Hand auf den Hals des Schwans, ruht gegen einen Stein ähnliche Höhe. Hinter Leda stehen Schwan auf einem Bergrücken. Auf Grundplatte

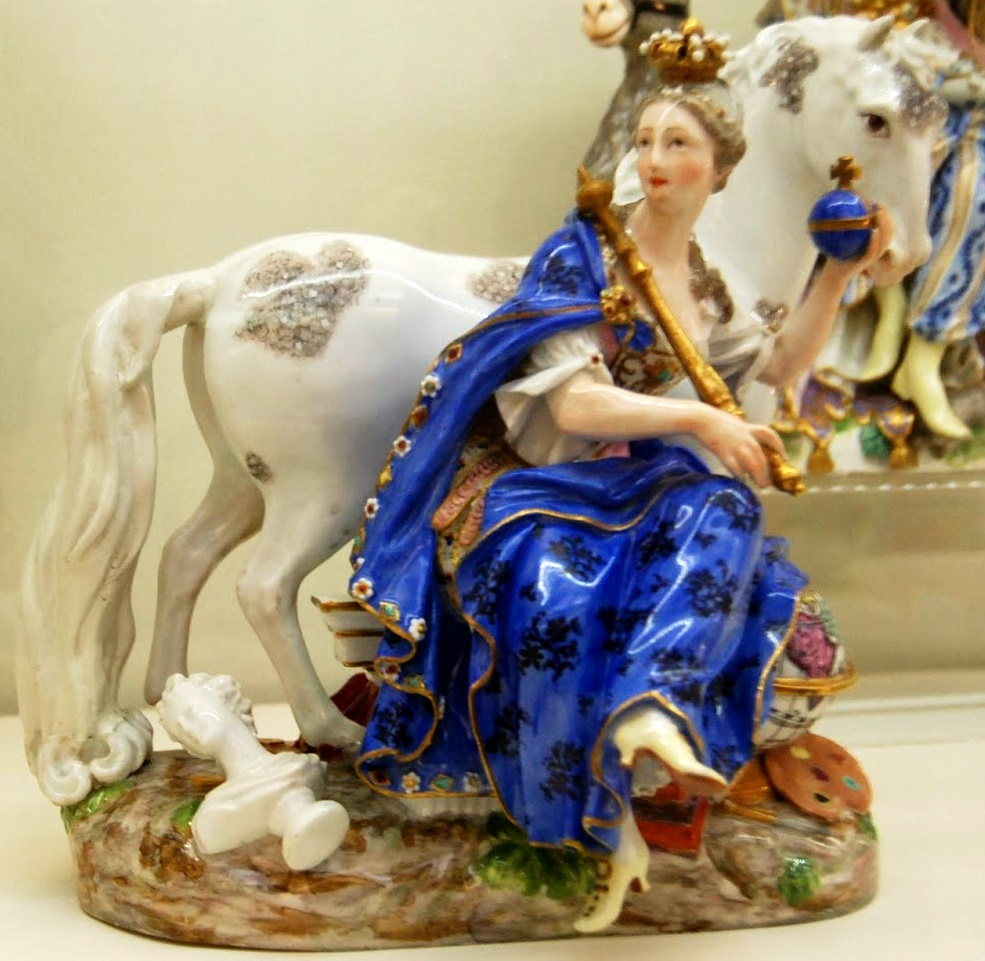
Göttin Europa mit einem Pferd

 Johann Carl Schönheit  (* Februar 1730 in Meißen; † 27. Mai 1805 ebenda) war ein sächsischer Bildhauer und Porzellanmodelleur.

## Leben
Johann Carl Schönheit wurde als Sohn eines Maschinengehilfen bei der Meißner Porzellanmanufaktur im Februar 1730 geboren. Bereits mit 11 Jahren erhielt er eine Anlehrstelle als Formerlehrling in der Manufaktur. Seit dem Jahr 1747 arbeitete er als Porzellanverputzer und später ab dem Jahr 1764 wurde er als Bossierer beschäftigt. Ab dem Jahr 1768 wurde er in Stücklohn bezahlt und als Mitglied des „Weißen Corps“ in führender Position urkundlich genannt. Über 20 Jahre lernte und arbeitete er unter Johann Joachim Kändlers Führung. Später war er auch für Michel Victor Acier tätig. Seine Hauptaufgabe waren die Modellier- und Bildhauerarbeiten der einzelnen Objekte nach Formabguss oder Zeichnungen gefertigt. Von Acier lernte er die künstlerische vollendete Form der plastischen Gestaltung und so entwickelte er sich zu einem vielseitigen Bildhauer und Modelleur. Nach dem Weggang von Acier arbeiteten die Modelleure Johann Carl Schönheit, Christian Gottfried Jüchtzer und Johann Gottlieb Matthäi für die Manufaktur. Verantwortlich für die plastische Gestaltung waren Schönheit und Jüchtzer.
Neben dem Kopieren monumentaler Werke fertigte er auch filigrane eigene Figurien und Engsamples nach Darstellungen der Antike im Sinne des Klassizismus. Seit dem Jahr 1785 wurde Jüchtzer mit Schönheit auf eine Ebene gestellt, aber anders als bei Kändler und Acier arbeiteten beide Künstler zusammen und ergänzten sich zum eigenen Vorteil.
Im Jahr 1786 entstand in Zusammenarbeit mit Jüchtzer eine siebenteilige Serie griechischer Opferkinder, in kleinem Format auf einer quadratischen einfachen Phinte stehend. Schönheit benutzte für die Ausformung seiner antiken Götterfiguren, Figurengruppen und Büsten das Meißner Biskuitporzellan. Dadurch erreichte er mit seiner Vielseitigkeit die Aufstellung der Meißner Porzellanbüsten in Gelehrtenräumen und Bibliotheken anstelle von Gips- oder Marmormodellen. Diese Form der Miniaturdenkmale erreichte das Bürgertum und sorgte somit für einen neuen hohen Absatz der Erzeugnisse der Meißner Porzellanmanufaktur.
Mit der Figurengruppe Amor und Psyche begann Schönheit die Figuren in Meißner Biskuitporzellan nach Vorlagen der Skulpturensammlung Dresden zu modellieren und herzustellen.  Damit entstand eine Sammelleidenschaft Meißner Kunstliebhaber und aller Porzellanfreunde weltweit. Schönheits Figuren und Figurengruppen sowie Modellformen werden auch in der jetzigen Zeit noch hergestellt und weltweit verkauft. Am 1. Oktober 1794 erhielt Schönheit wegen Krankheit seine Pensionierung und er starb am 27. Mai 1805 in Meissen.

## Werke (Auswahl)
- 1765: Figur Reitender Jäger u., nach Gipsabgüssen; Figur Zwei stehende nackte Knaben (mit Vogel, bzw. Vogelbauer).
- 1767: Figur Gärtnerin
- 1770: Figur Deutscher Bacchus.
- 1772: Figurengruppe Die fünf Sinne (modisch gekleidete, an kleinen Tischen sitzende Mädchen); Gruppe mit jungem geputztem Mädchen und einem Bauernmädchen; 2 Figurengruppen Liebespaare, Vogelsteller und Vogelstellerin.
- um 1772: Amor und Psyche Meissen;  Porzellansammlung Dresden.
- um 1774: Figur Drei kleine Putten
- um 1774: Potpourrievase im Stil Louis-seize.
- um 1777: Plastik: L’école de l’amour – Liebesschule Meissen;  Porzellansammlung Dresden.
- 1782: Figurengruppe Die Jahreszeiten (Kindergruppen).
- 1782: kleine Büsten des Mars, des Neptun, des Bacchus, des Apollo, des Jupiter
- 1782: kleine Büsten von Homer, von Amor mit Merkur, Venus, von Venus und Amor mit Nymphe, von Heraklit, von Sophokles, von Sokrates, von  Demosthenes und von Hippokrates
- 1783: Figurengruppe Die Zeit; Figuren Griechische Venus und Paris mit dem Apfel; 2 Figurengruppen Kinder mit Papageien; Figurengruppe Zwei Kinder mit „Casket“;  Butterbüchsen in Form einer Henne und eines Kaninchens
- 1784: Figurengruppe Mädchen mit Widder; Figurengruppe Knabe mit Schaf;  Figurengruppe: 2 Gefäße in Form von Kindern mit Schafen. Figurengruppen Leda mit Schwan; Jupiter mit Adler; Apollo mit Leier.
- um 1784: Plastik Apollo, Porzellansammlung Dresden.
- um 1785: Bacchantin mit italienischer Trommel, Porzellansammlung Dresden.
- 1785: Figurengruppe Knabe mit Ziege, Figurengruppe Der von seinen Kindern umringte gute Vater; Figurengruppe  Sieben Kinderfiguren als Rundgruppe der Weinlese und Weinpresse.
- 1786: Figurengruppe Griechische Opferkinder; Figurengruppe Herkules und Diadumene.
- 1787: Figurengruppen Der edle Aufschub; Die entschlossene Wahl; Liebe und Belohnung
- 1788: Figurengruppe Liebe und Nachsicht, nach Zeichnungen von Johann Eleazar Schenau
- 1788: Figurengruppen Jäger mit Hund; Jägerin mit Windhund
- um 1789: Leuchter-Sphinxen